# Chevrolet Lumina APV

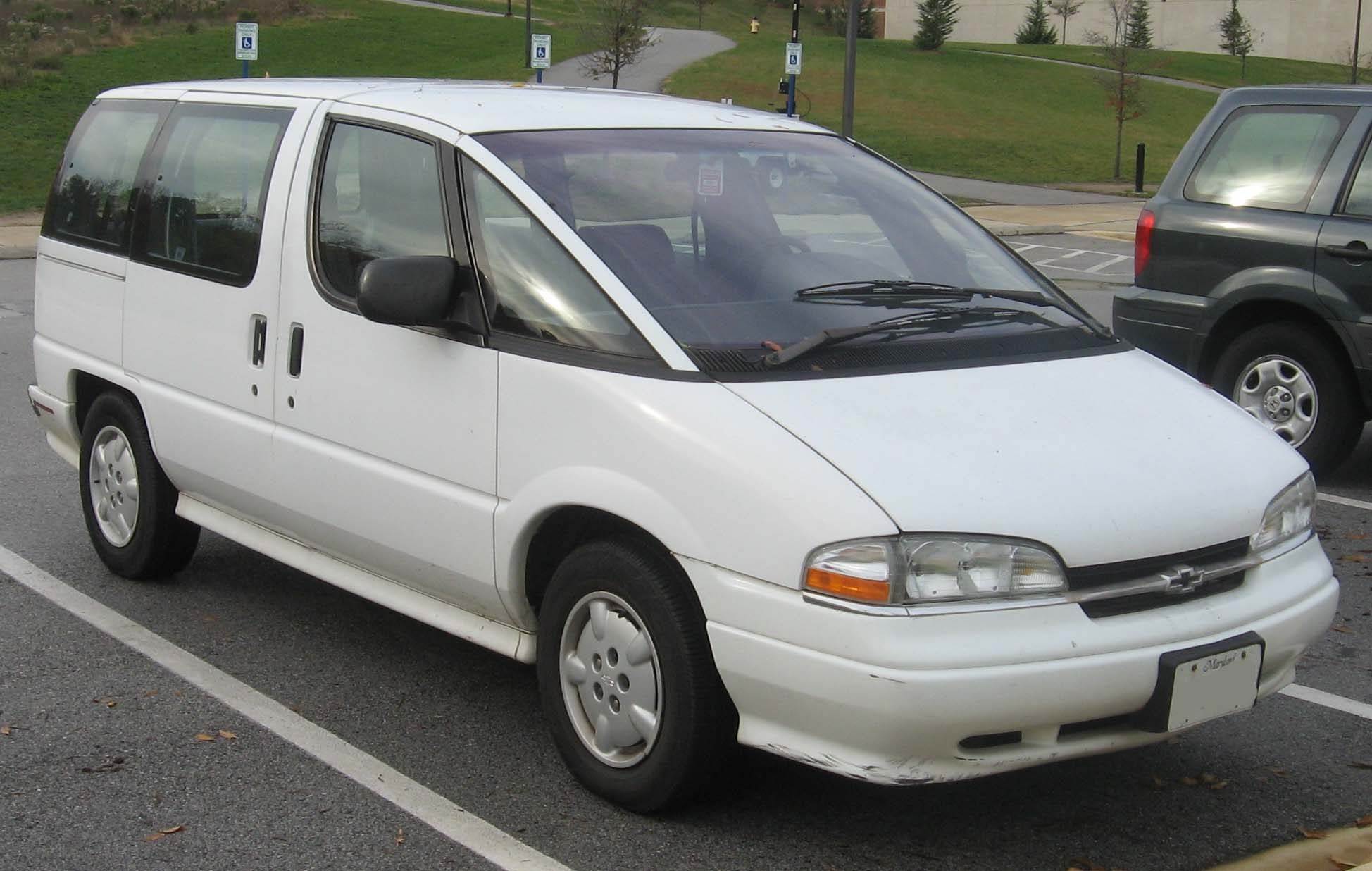
1994-96 Chevrolet Lumina APV

Chevrolet Lumina APV — американский минивэн, который выпускался компанией General Motors с 1990 по 1996 год. Автомобиль входил в программу Total Automotive Systems Concept (TASC), по сути представлявшую собой стратегическую систему разработки автомобилей. В 1994 году приставка «APV» была убрана из названия автомобиля. Данная модель также известна как Lumina или Lumina Minivan. Кроме того, автомобиль идентичен с собратьями Pontiac Trans Sport и Oldsmobile Silhouette, и имеет лишь некоторые различия в комплектации и внешнем оформлении. В линейке автомобилей Chevrolet данная модель располагалась между заднеприводными Astro и Chevy Van.

## Обзор
Первыми попытками создать минивэн у General Motors для конкуренции Dodge Caravan и Plymouth Voyager были Chevrolet Astro и его клон GMC Safari. Все эти попытки завершились провалом и полной доминацией компании Chrysler на рынке минивэнов в конце 80-х годов. Поэтому была предпринята очередная попытка — создать новый минивэн.
Lumina APV была представлена как часть линейки под названием Chevrolet Lumina, которая также включала в себя Chevrolet Lumina, Lumina Coupe, Lumina Euro Coupe, Lumina Z34 Coupe, Lumina Sedan, Lumina Euro Sedan и Lumina APV Minivan. Название «APV» расшифровывается как «All Purpose Vehicle»(Авто для всех возможностей). Автомобиль представлял собой универсальное транспортное средство с многими инновационными особенностями и, кроме того, необычным дизайном, которые запали в память многим потенциальным покупателям минивэнов. В результате этого потребители были смущены и задавались вопросом, как это два разных автомобиля имели одно и то же название.
Данный автомобиль построен на платформе GM U. Преемником Lumina APV стал Chevrolet Venture.

## Технологии и инновационные особенности
Модель выпускалась на ныне неработающем заводе в Северном Тарритауне. Платформа автомобиля под названием U-body состояла из каркаса из оцинкованной стали, который был обёрнут в композитные пластиковые панели из стекловолокна. Данные панели были устойчивы к ржавчине, минимальным порезам и вмятинам. Данная технология разрабатывалась Для Pontiac Fiero и широко применялась на линейки автомобилей Saturn подразделения General Motors.
Lumina APV была доступна с семью посадочными местами, с пятью одинаковыми легковесными (15 кг) задними сидениями, которые в свою очередь были легко снимаемыми и переставляемыми между собой. В 1994 году в список опций было добавлено встраиваемое детское сидение, которое давало возможность разделить взрослую и детскую зону с последующим закреплением сидений в специальных напольных местах.
Lumina APV для коммерческого использования была предоставлена трёхместным минивэном, оборудованным резиновым полом, вместо обычного коврового покрытия. Задние сидения были полностью удалены, а вместо задних стёкол были использованы сплошные пластиковые панели под цвет кузова. Несмотря на полностью идентичный кузов, данная коммерческая модель была маркирована как «APV» без эмблемы «Lumina» на внешней части автомобиля.
Во время производства, в комплектации автомобиля были доступны специальные версии, которые включали в себя кондиционер и специальные газовые амортизаторы в задней части автомобиля для поддержания высоты автомобиля независимо от нагрузки и веса. Были также доступны специальные комплекты со шлангами для накачки колёс, надувными матрацами, а также комплекты со спортивным оборудованием и тому подобное.
В 1995 году была добавлена функция дистанционного управления для задней боковой раздвижной двери. Это было новаторством компании General Motors. Теперь данная функция используется в любых коммерческих автомобилях или автобусах по сей день.
Для 1994 и 1995 модельного года были доступны функции регулирования тягового усилия(traction control) на модификации с 3,8 л. двигателем V6.

## Успех автомобильных продаж
Дизайн данных минивэнов был спорным. В то время как Chevrolet Lumina APV и его братья и сёстры были задуманы, никто на рынке и не пытался продавать стильный или спортивный минивэн. Поэтому GM прочуствовали, что смогут получить крупный потенциальный сегмент на рынке. Фирма сделала эти минивэны более низкими и ровными, чем любые модели конкурентов на рынке. Невероятно большое длинное лобовое стекло, а также длинное расстояние между сиденьем водителя и основанием стекла вызывало дискомфорт для неопытного водителя, пока тот не мог приспособиться к данным пропорциям автомобиля. Автожурналы нарекли новые минивэны "DUSTBUSTER"(похитители пыли), так как боковой дизайн автомобиля был схож с пылесосами.
Первый двигатель, который устанавливался на автомобили был 3,1 л. V6, который выдавал 120 л.с. (89 кВт). Но он был довольно слабым для перевозки крупного и тяжелого груза.
В 1992 году Lumina APV и его собратья получили 3,8 л. 170 л.с. двигатель V6 "3800 Series I" как вариант опции автомобиля. Двигатель от Buick выдавал более лучший крутящий момент (305 Н/м при 4,700 об/мин) и ускорение для минивэна, сделав тем самым эту модель самой мощной среди минивэнов до того, как Ford выпустил в 1996 году модель Windstar c 3,8 л. двигателем мощностью 200 л.с. (150 кВт).

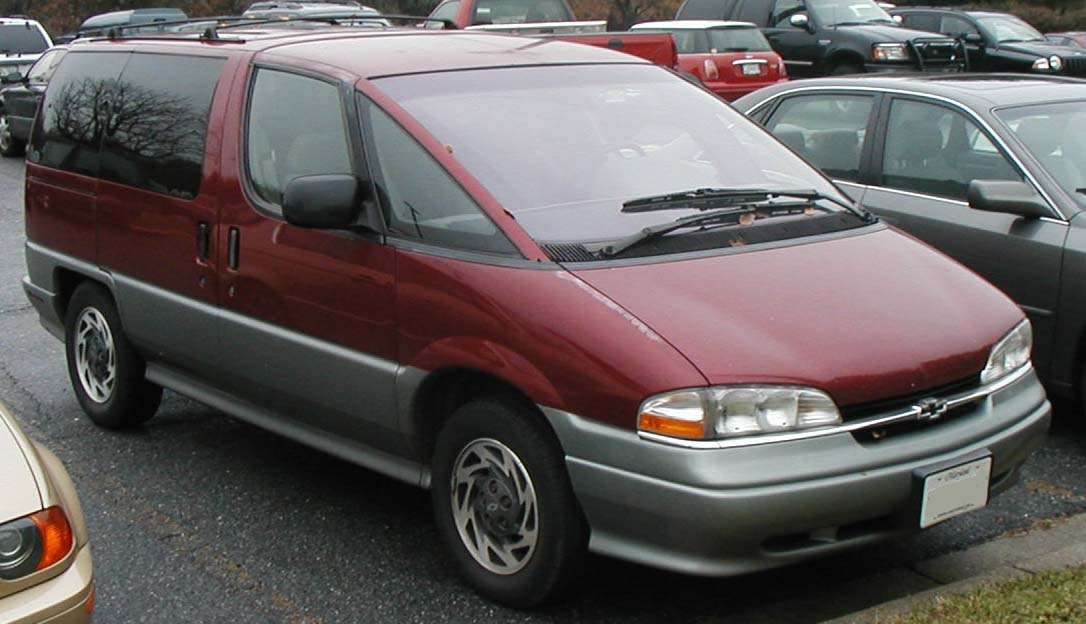
1994-96 Chevrolet Lumina APV

Несмотря на критику (и относительно скромные продажи) относящуюся к автомобильному дизайну модели в стиле авангард, отзывов от потенциальных клиентов, автоизданий и даже упрек в рекламе от Chrysler Corporation, автомобиль в 1994 году модели Trans Sport и Lumina APV получили фэйслифт. В результате него был укорочен "нос" автомобиля на 76 мм. Была устранена окрашенная в чёрный цвет крыша, а передняя стойки кузова были изменены для придания более общепринятого вида. В дополнении был добавлен дополнительный изгиб на панели приборов, для того чтобы снизить эффект расстояния до основания лобового стекла.
Производство минивэнов было остановлено в 1996 году, так как в это время завод в Тарритауне, работавший с 1900 года где эти автомобили собирались, был поставлен в очередь под снос.
Lumina APV была заменена на Chevrolet Venture, являвшейся совсем новой моделью с традиционным стальным единым кузовом и обычным дизайном для минивэна, который в итоге привёл к лидерству Dodge Caravan и Plymouth Voyager на рынке минивэнов.